# کلیسای اوور

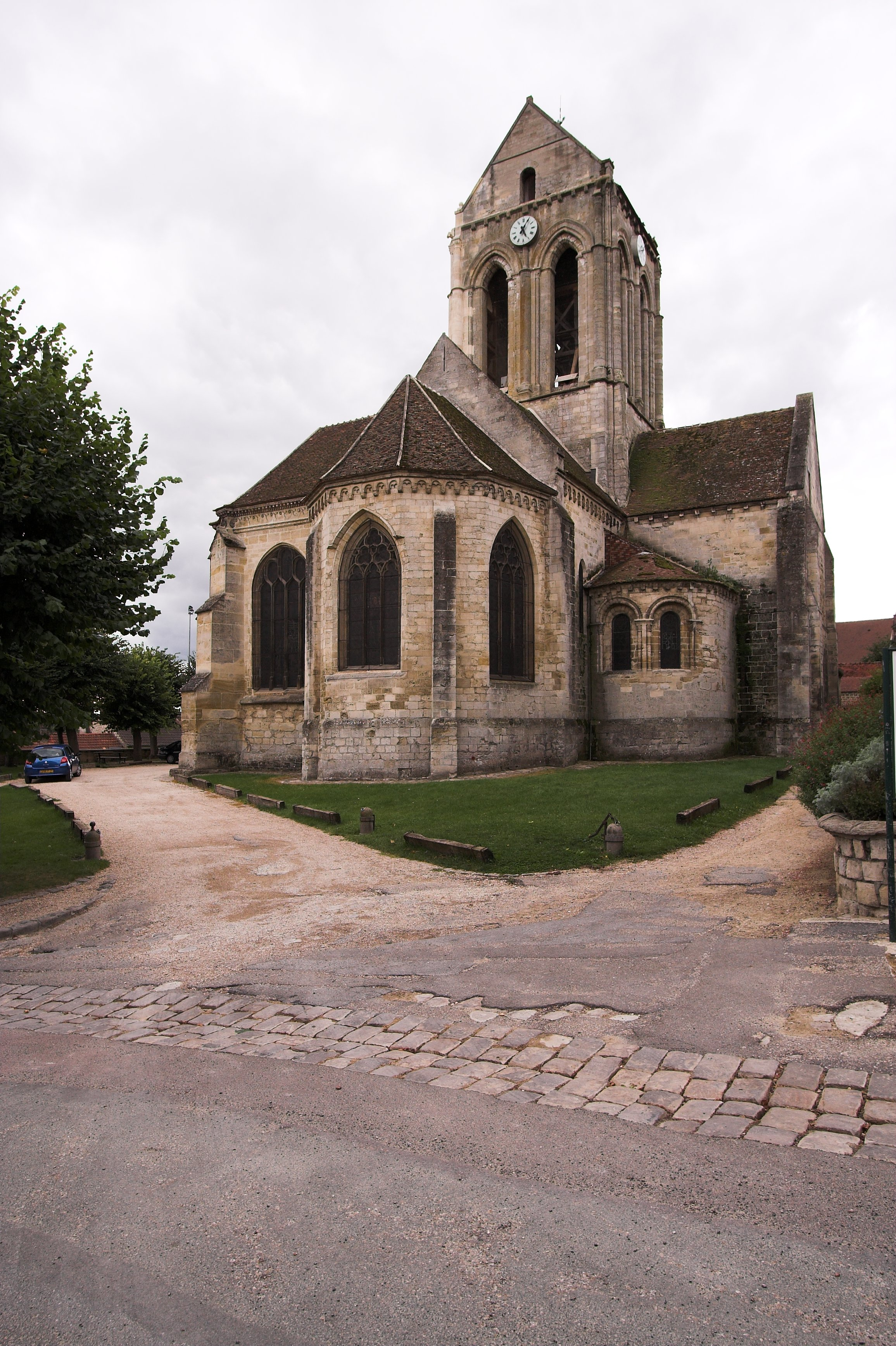
کلیسا در سال۲۰۰۶

کلیسای اُوِر یک نقاشی رنگ روغن است که توسط نقاش هلندی سبک پسادریافتگری ونسان ون گوگ در ژوئن سال۱۸۹۰ کشیده شده‌است و اکنون در موزه اورسی در پاریس نگهداری می‌شود. کلیسای واقعی در کشور فرانسه در میدان de l'Eglise شهر اور سور آواز در۲۷ کیلومتری شمال غربی پاریس قرار دارد.